# Stand By Me (RED DIAMOND DOGSの曲)
「Stand By Me」（スタンド バイ ミー）は、RED DIAMOND DOGSの2枚目のシングル。2017年2月15日にrhythm zoneから発売。
バンド・Smells Goodの楽曲のカバーであり、作曲者の一人である「ATSUSHI」はRED DIAMOND DOGSボーカルのATSUSHIではなく、Smells Goodのギターでヒップユニット・HOME MADE 家族のMC・KUROの実弟のATSUSHIである。

## 収録内容

### CD
1. Stand By Me [4:20]
作詞：H.O.Z.E.、作曲：H.O.Z.E.・ATSUSHI・YSD・MASSHOI、編曲：RED DIAMOND DOGS
2. Stand By Me（Instrumental） [4:16]

### DVD
1. Stand By Me（Music Video）